# Vili Beroš
Vili Beroš (ur. 13 grudnia 1964 w Splicie) – chorwacki lekarz, wykładowca akademicki i polityk, w latach 2020–2024 minister zdrowia.

## Życiorys
Absolwent medycyny na Uniwersytecie w Zagrzebiu (1989), doktoryzował się w 2006 w zakresie biologii molekularnej na tej samej uczelni. W 1998 uzyskał specjalizację w zakresie neurochirurgii. Zawodowo od końca lat 80. związany ze szpitalem uniwersyteckim w Zagrzebiu. W 2008 został dodatkowo nauczycielem akademickim na Uniwersytecie w Zagrzebiu, a w 2012 objął stanowisko profesorskie. Członek krajowych towarzystwa lekarskich oraz międzynarodowych towarzystw skupiających neurochirurgów.
Działacz Chorwackiej Wspólnoty Demokratycznej. W 2018 powołany w skład kierownictwa resortu zdrowia. W styczniu 2020 został nowym ministrem zdrowia w rządzie Andreja Plenkovicia. W tym samym roku z listy HDZ uzyskał mandat posła do Zgromadzenia Chorwackiego. W lipcu 2020 w drugim gabinecie dotychczasowego premiera pozostał na zajmowanym stanowisku rządowym. W 2024 ponownie został wybrany do chorwackiego parlamentu. W maju 2024 w trzecim rządzie lidera HDZ również objął stanowisko ministra zdrowia.
15 listopada 2024 został zatrzymany w sprawie dotyczącej korupcji w chorwackiej służbie zdrowia. Tego samego dnia premier odwołał go z piastowanego zajmowanego stanowiska rządowego.